# Zelfbedieningsgroothandel
Een zelfbedieningsgroothandel is een groothandel in de vorm van een warenhuis of supermarkt voor bedrijven en instellingen, waar in het groot artikelen en goederen kunnen worden ingekocht voor gebruik of verkoop in de onderneming of organisatie van deze bedrijven of instellingen. Om te voorkomen dat ook particulieren bij deze groothandels inkopen kunnen doen, dient men te beschikken over een inkooppas, die alleen verstrekt wordt nadat men een inschrijvingsbewijs heeft overgelegd van de Kamer van Koophandel. Voorbeelden van zelfbedieningsgroothandels zijn HANOS, Makro en Sligro.
Wegens de coronacrisis gingen sommige zelfbedieningsgroothandels in 2020 tijdelijk ook open voor particulieren.